# Seseli purpureum
Seseli purpureum är en flockblommig växtart som beskrevs av Jean-Emmanuel Gilibert. Seseli purpureum ingår i släktet säfferötter, och familjen flockblommiga växter. Inga underarter finns listade i Catalogue of Life.